# PUSH 光と闇の能力者
『PUSH 光と闇の能力者』（プッシュひかりとやみののうりょくしゃ、Push）は、2009年のアメリカ合衆国のSFアクション映画。題名の「PUSH」は、作中での「他人に異なる記憶を押し込む精神操作能力」のことを指す。

## ストーリー
超能力者が普遍的に存在する世界。1945年にナチスは超能力を持つ兵士の開発研究を開始し、戦後になると各国の政府が設けたディビジョンという部署によって続けられていた。ディビジョンは市井の超能力者を野生動物のように狩り、使役し、人体実験を行っている。
現代。ニックは10年前に米国ディビジョンに父を殺された過去を持つムーバーであり、幼い頃からの逃亡生活の果てに、現在は香港に潜伏していた。彼の父はニックを特別な存在と考え、「花を持ってきた少女を助けろ。それが仲間達を救うことになる」という遺言を遺したが、現在のニックの能力は不安定で、街角のサイコロ賭博でのイカサマも上手くいかず借金を抱えている。
ある日、米国ディビジョンのエージェントでスニファーの2人がニックの部屋を訪ねて来た。ディビジョンから何かを盗んで逃亡中の女を追っているとの話だが、ニックに心当たりはない。エージェントが帰った直後、慌てて荷物をまとめるニックの前にキャシーというウォッチャーの少女が現れる。キャシーはディビジョンから逃げている女が600万ドルを持っていると話し、それを横取りして儲けようと持ちかけてきた。ニックは信じず断ろうとするが、直後に中国政府と繋がるポップ・ファーザー一味が現れ、彼らも同じ女を探していると言って彼を詰問してくる。一味から攻撃され、なんとかキャシーだけは逃がすもブリーダーのポップ・ボーイズに殺されかけるが、ニックが死ねば女が現れないことをウォッチャーのポップ・ガールが予知したため、その場で解放される。
キャシーがニックを見つけると、彼はスティッチャーのストーの手で治療されるところだった。ストーは希代のウォッチャーであるキャシーの母に助けられた過去があり、ディビジョンに捕まる前の彼女が日時と場所を指定してニックを助けるよう頼んできたのだという。傷の癒えたニックはキャシーから睡蓮の花を手渡されるとともに、予知が変わってエージェントたちが女とスーツケースを手に入れる未来が見えたことを告げられる。キャシーは続けて、母から「スーツケースがディビジョンを倒し、母自身を救う鍵になる物である」と聞かされていたこと、新しい予知では自分たちが殺されていることも明かす。
一方、逃亡中の女キラは香港の港で意識を取り戻した後、街中にいるところをエージェントたちに捕まってしまうが、プッシャーとしての能力でエージェントを撃退すると、車を盗んで逃走を再開していた。これを受けて香港にエージェントの上司であるカーバーが現れると、キラの触れたビーズを街中のスニファーとウォッチャーへとばら撒き、彼らがキラを探し出すように仕向ける。
父の遺言通りキャシーを助けることにしたニックは、ディビジョンに恨みを持つシフターのフックからスニファーのエミリーを紹介され、キラの居場所を知る。2人がキラの居場所へと向かい対面すると、ニックとキラは旧知の仲だったことが判明する。しかし、キラは自身やスーツケースを守るために逃亡開始から2日分の記憶を消しているため手掛かりはなく、キャシーはキラと合流してから自分たちの死の予知に母が追加されていることに焦っていた。
一行は死を回避するため、シャドーであるピンキーに依頼してキラをスニファーの能力から守りつつ、ニックはキャシーを連れて別行動を取り、カーバーと対峙することを決める。しかし、対峙したカーバーは銃を突きつけられても余裕を崩さず、逆にキラがディビジョンの薬なしでは生きられないと知ったニックの方が動揺し、彼に同行するムーバーのヴィクターに銃を奪われて戦闘になり、惨敗してしまう。未来を変化させたくないカーバーによって見逃された2人は、キラが隠していたスーツケースの鍵を見つけ出すと、エミリーとキャシーの力を合わせてスーツケースがシャドーされたビルにあることを突き止める。ニックはウォッチャーやスニファーに作戦を看破されないように、取るべき行動を記したメモを封筒に入れて仲間たちに託すと、延命のためにキラをカーバーに引き渡した後で、キラの記憶を消したワイパーに自分が書いたメモと直近2時間分の記憶を消させて、作戦を開始する。
目を覚ましたニックはメモに従って自分の部屋に戻り、そこでポップ・ファーザー一味に協力するストーの不意打ちを受けるが、キャシーのメモに書いた策で彼女を返り討ちにし、一味を欺くこともできた。続けて、仲間たちが手に入れたスーツケースとキラを交換しようとするが、彼女は自身がディビジョンのエージェントであるという記憶をカーバーに植え付けられており、ニックの持つキラとの思い出は偽物だと告げてくる。直後、メモの指示通りフックが電話を掛けてくると、ニック、キラ、カーバー、ヴィクターの4人はスーツケースが隠されていたビルへと移動し、ニックをトランクに閉じ込めたカーバーはビルを上ってスーツケースを手に入れるが、そこにポップ・ファーザー一味が現れて戦闘が始まる。
戦闘の余波でトランクから解放されたニックは、ヴィクターやポップ・ファーザー一味を倒してキラのもとにたどり着くと、薬を奪取してキラの正気を取り戻そうと必死で訴えるが叶わない。自ら薬を打って動かなくなったニックを残しキラとカーバーは去っていくが、そこにキャシーが現れるとニックは起き上がって2人でビルを下りていく。隠してあった本物のスーツケースから薬を回収した2人は、キャシーの母を助ける策を考えながらビルを後にする。一方、飛行機での移動中にニックに渡された封筒を見つけたキラは、中に入っていたニックとのツーショット写真を見て自身がカーバーに偽の記憶を植え付けられていたことに気付くと、目の前で寝ているカーバーを能力で殺害した。

## 登場人物・キャスト
括弧内は日本語吹替。
ニック・ガント
演 - クリス・エヴァンス（加瀬康之）
主人公。能力はムーバー。10年前に父親をディビジョンに殺された経緯を持つ青年。
キャシー・ホームズ
演 - ダコタ・ファニング（園崎未恵）
ヒロイン。13歳。能力はウォッチャー。母親がディビジョンに捕らわれている。
キラ・ハドソン
演 - カミーラ・ベル（木下紗華）
能力はプッシャー。ディビジョンでの投薬実験に耐えた唯一の能力者。キャシーの母の助けでディビジョンを脱出した後、自身の記憶を2日分消した。
フック・ウォーターズ
演 - クリフ・カーティス（志村知幸）
能力はシフター。以前はディビジョン側の能力者だったが、不当な扱いをされた上に妻を殺された過去があり、ニックに協力する。
ピンキー・ステイン
演 - ネイト・ムーニー（咲野俊介）
能力はシャドー。1日1万ドルでキラをスニファーから隠す仕事を請けるが、ウォッチャーには無力。ニックネームは小指（ピンキー）がないことから。
ヘンリー・カーバー
演 - ジャイモン・フンスー（乃村健次）
能力はプッシャー。ディビジョン側の能力者。ニックの父を追い立てた1人。投薬に耐えたキラを捕獲するため香港にやってくる。
ヴィクター・ブダリン
演 - ニール・ジャクソン
能力はムーバー。ディビジョン側の能力者。ヘンリーと行動を共にする。
エミリー・ウー
演 - ミン・ナ（北西純子）
能力はスニファー。フックの紹介で訪れたニックたちにキラの居場所を教える。
ウー・チェン
演 - ポール・カー
能力はワイパー。12年前にキャシーの母から依頼された内容通り、逃亡してきたキラの記憶を消した。ニックに協力し、作戦に挑む彼の記憶も消す。
ニックの父
演 - ジョエル・グレッチ
能力はムーバー。「花を持ってくる少女を助けろ」とニックに遺言を残したあと、追ってきたヘンリーに殺される。
テレサ・ストー
演 - マギー・シフ
能力はスティッチャー。過去にキャシーの母親に助けられたことがあり、彼女の頼み通りにニックを助ける。
ポップ・ガール
演 - リー・シャオルー
能力はウォッチャー。ポップ・ファザーを父に持ち、父親のためにニックを追う。
ポップ・ボーイズ
演 - ジャッキー・ヒョン、チー・クァンファン
能力はブリーダー。ポップ・ファザーを父に持つ双子であり、ポップ・ガールと共にニックを追う。
ポップ・ファーザー
演 - ハル・ヤマノウチ
能力はブリーダー。香港黒社会の頭目であり、キラが強奪した薬を手に入れようとする。
オールド・ウーマン
演 - キャンディ・ハウ
能力はシャドー。キラの依頼で、薬の入ったスーツケースを隠したビルを丸ごとシャドーの対象にしている。
エージェント・マック
演 - コリー・ストール
能力はスニファー。ディビジョン側の能力者。キラを追ってきた。
エージェント・ホールデン
演 - スコット・マイケル・キャンベル
能力はスニファー。ディビジョン側の能力者。エージェント・マックの相棒。

## 登場する超能力者の分類
ウォッチャー
未来予知能力。関係する人間の知識・経験が変化する影響で、予知できる未来も常に変化するため、ウォッチャーのビジョンは頻繁に変更される。変更される結果を予測する力量も問われる。なお、予知する対象者の記憶がワイパーによって消されると、繋がりが絶たれて予知が見えなくなる。
ムーバー
念動力（サイコキネシス）。物質に直接接触しないで操作する能力。高レベルになると空気中の分子レベルで操作を行い保護フィールドを作成することが出来、自身の肉体の攻撃能力を強化することもできる。
プッシャー
記憶操作能力。他人に偽の記憶や感情・思考の注入を行う能力。高レベルになるとより多くの人数の操作を同時に行う事ができ、軍隊のように戦わせる事も可能となる。能力発動中は目の色などの印象が変わる。
ブリーダー
音による振動を放出する能力。ソニックバイブレーション。振動と音量により人や物を破壊する。
スニファー
サイコメトリー能力。匂いから物体に接触した人物の過去と現在を特定する。
シフター
一時的に物体の外観を変更し錯覚させる能力。ただし、本物と偽物はある程度サイズの近い物である必要がある。効果が持続する時間は能力者次第。
ワイパー
ターゲットの記憶の一部を削除する能力。
シャドー
ターゲットをスニファーなどの能力者からブロックする能力。効果範囲は能力者次第。
スティッチャー
ターゲットの肉体を再構築する能力。癒すことも壊す事も自由に行える。

## スタッフ
- 監督：ポール・マグギガン
- 製作：ブルース・デイヴィ、ウィリアム・ヴィンス、グレン・ウィリアムソン
- 製作総指揮：グレッチェン・ソマーフェルド、デヴィッド・ボーラ、デイヴ・ヴァロー、エイミー・ギリアム、マイケル・オホーヴェン、スタン・ヴロドコウスキー
- 脚本：デヴィッド・ボーラ
- 撮影：ピーター・ソーヴァ
- プロダクションデザイン：フランソワ・セギュアン
- 衣装デザイン：ニナ・プロクター、ラウラ・ゴールドスミス
- 編集：ニコラ・トランバシエヴィッツ
- 音楽：ニール・ダヴィッジ
- 音楽監修：リザ・リチャードソン